# عناد (فیلم)
عناد (به انگلیسی: Malice) فیلمی است محصول سال ۱۹۹۳ و به کارگردانی هارولد بکر است. در این فیلم بازیگرانی همچون الک بالدوین، نیکول کیدمن، بیل پولمن، پیتر گلگر، بی‌بی نیوورتس، یوزف زومر، آن بنکرافت، جرج سی. اسکات، توبین بل، دبرا فارنتینو، گوئینت پالترو، برندا استرانگ و ان کیوساک ایفای نقش کرده‌اند.